# Turcii din Kazahstan
Turcii din Kazahstan (în turcă Kazakistan'daki Türkler) sunt etnicii turci care trăiesc în Kazahstan.

## Istorie

### Migrația otomană
Primul recensământ panunional organizat în Uniunea Sovietică în 1926 a înregistrat 8.570 de turci otomani care trăiau în Uniunea Sovietică. Ulterior turcii otomani nu au mai fost menționați separat în recensământ și se presupune că cei care locuiau atunci în Kazahstan au fost fie asimilați de populația kazahă, fie au părăsit țara.

### Migrația turcilor mesheți
| Turcii din Kazahstan conform recensămintelor oficiale |                  |                               |
| Recensământ                                           | Numărul turcilor | % din populația Kazahstanului |
| 1939                                                  | 523              | 0%                            |
| 1959                                                  | 9.916            | 0,1%                          |
| 1970                                                  | 18.397           | 0,1%                          |
| 1979                                                  | 25.820           | 0,2%                          |
| 1989                                                  | 49.567           | 0,3%                          |
| 1999                                                  | 75.950           | 0,5%                          |
| 2009                                                  | 97.015           | 0,6%                          |
| 2014                                                  | 104.792          | 0,6%                          |

În timpul celui de-al Doilea Război Mondial, Uniunea Sovietică se pregătea să lanseze o campanie de presiune împotriva Turciei. Veaceslav Molotov, care era atunci ministru al afacerilor externe al URSS, a cerut ambasadorului Turciei la Moscova cedarea a trei provincii anatoliene (Kars, Ardahan și Artvin). Războiul împotriva Turciei părea la acea vreme posibil, iar Iosif V. Stalin a vrut să îndepărteze populația turcă situată în regiunea Mesheti, lângă granița turco-georgiană. Politicile naționaliste sovietice de la acea vreme au promovat sloganul „Georgia pentru georgieni” și au susținut necesitatea expulzării turcilor mesheți în Turcia, locul „căruia îi aparțin”. În anul 1944 turcii mesheți au fost deportați cu forța din regiunea georgiană Mesheti pe baza acuzațiilor de contrabandă, banditism și spionaj în colaborare cu rudele lor aflate dincolo de granița turcă. Astfel, au fost formate așezări mari de turci mesheți în Kazahstan, iar autoritățile sovietice și apoi guvernul georgian al președintelui Zviad Gamsahurdia nu le-au permis turcilor mesheți să se întoarcă în patria lor.
Ultimul recensământ sovietic, efectuat în 1989, a înregistrat  207.269 de turci mesheți în Uniunea Sovietică, dintre care peste 23,8% trăiau în Kazahstan.

## Demografie
Deși ultimul recensământ sovietic a înregistrat un număr redus de 207.269 de turci, este posibil să nu fi fost numărați toți etnicii turci din URSS, deoarece timp de mulți ani turcilor li s-a refuzat dreptul de a-și declara naționalitatea în documentele legale. Astfel, doar o treime din etnicii turci care trăiau în Kazahstan au fost înregistrați ca turci în documente. Restul fuseseră declarați în mod arbitrar ca membri ai altor grupuri etnice.
În anul 2005 trăiau în Kazahstan, potrivit cercetătorilor, 150.000 de turci, dintre care 45.000 în provincia Almatî, 40.000 în provincia Turkistan, 36.000 în provincia Jambil și 10.000 în provincia Qyzylorda.

## Educație
Datorită legăturilor istorice dintre turci și kazahi, turcii care locuiesc în Kazahstan beneficiază de instituții educaționale de bună calitate. Universitatea Internațională Turco-Kazahă „Hoca Ahmet Yesevi” a fost înființată în 1993 în orașul Turkistan din sudul Kazahstanului, are în jur de 20.000 de studenți și este considerată una dintre cele mai importante universități din țară. Funcționează, de asemenea, 29 de licee turco-kazahe, o universitate și o școală primară, care sunt finanțate și administrate de fundații particulare turcești. Există, de asemenea, un centru de predare a limbii turce la Almaty.